# P4F
P4F (Propaganda for Frankie) war ein italienisches Musikprojekt, bestehend aus Marco Sabiu und Massimo Carpani.
Die beiden Musiker landeten 1986 mit einem Medley im Italo-Disco-Stil aus den Titeln P. - Machinery, im Original von Propaganda, und Relax, im Original von Frankie Goes to Hollywood, einen Sommerhit in Deutschland.